# Rhein-Express
| ehemalige Streckenführung ab Emmerich |                                                                |                                          |                                          |
| Kursbuchstrecke (DB): | 420 (Emmerich–Duisburg) 415 (Duisburg–Köln) 470 (Köln–Koblenz) |                                          |                                          |
| Streckenlänge: | 192 km                                                         |                                          |                                          |
| Streckengeschwindigkeit: | 160 km/h                                                       |                                          |                                          |
| |                                                                |                                          |                                          |
| Bundesländer (D): | Nordrhein-Westfalen, Rheinland-Pfalz                           |                                          |                                          |
| Betreiber: | National Express                                               |                                          |                                          |
| Zuglauf |                                                                |                                          |                                          |
| \| \| 0 \| Wesel \| Wesel \| \| \| 3 \| Friedrichsfeld (Niederrhein) (zweistdl.) \| Friedrichsfeld (Niederrhein) (zweistdl.) \| \| \| 8 \| Voerde (Niederrhein) \| Voerde (Niederrhein) \| \| \| 13 \| Dinslaken \| Dinslaken \| \| \| 19 \| Oberhausen-Holten (zweistdl.) \| Oberhausen-Holten (zweistdl.) \| \| \| 23 \| Oberhausen-Sterkrade \| Oberhausen-Sterkrade \| \| \| 27 \| Oberhausen Hbf \| ICE, IC \| \| \| 35 \| Duisburg Hbf \| ICE, IC, EC, THA, FLX \| \| \| 52 \| Düsseldorf Flughafen \| ICE, IC, THA \| \| \| 59 \| Düsseldorf Hbf \| ICE, IC, EC, EST, FLX \| \| \| 69 \| Düsseldorf-Benrath \| Düsseldorf-Benrath \| \| \| \| Verkehrsverbundsgrenze VRR/VRS \| \| \| \| 86 \| Leverkusen Mitte \| Leverkusen Mitte \| \| \| 94 \| Köln-Mülheim \| Köln-Mülheim \| \| \| 98 \| Köln Messe/Deutz \| ICE \| \| \| 99 \| Köln Hbf \| ICE, IC, EC, EST, FLX \| \| \| 104 \| Köln Süd \| Köln Süd \| \| \| 115 \| Brühl \| Brühl \| \| \| 133 \| Bonn Hbf \| ICE, IC, EC \| \| \| 136 \| Bonn UN Campus \| Bonn UN Campus \| \| \| 140 \| Bonn-Bad Godesberg \| ICE, IC \| \| \| \| Landesgrenze NRW/RLP \| \| \| \| 149 \| Oberwinter \| Oberwinter \| \| \| 153 \| Remagen \| ICE, IC, EC \| \| \| 157 \| Sinzig (Rhein) \| Sinzig (Rhein) \| \| \| 163 \| Bad Breisig \| Bad Breisig \| \| \| 174 \| Andernach \| ICE, IC, EC \| \| \| 191 \| Koblenz Stadtmitte \| Koblenz Stadtmitte \| \| \| 192 \| Koblenz Hbf \| ICE, IC, EC \| |                                                                |                                          |                                          |
| Kopfbahnhof Streckenanfang | 0                                                              | Wesel                                    | Wesel                                    |
| Haltepunkt / Haltestelle | 3                                                              | Friedrichsfeld (Niederrhein) (zweistdl.) | Friedrichsfeld (Niederrhein) (zweistdl.) |
| Bahnhof | 8                                                              | Voerde (Niederrhein)                     | Voerde (Niederrhein)                     |
| Bahnhof | 13                                                             | Dinslaken                                | Dinslaken                                |
| Haltepunkt / Haltestelle | 19                                                             | Oberhausen-Holten (zweistdl.)            | Oberhausen-Holten (zweistdl.)            |
| Bahnhof | 23                                                             | Oberhausen-Sterkrade                     | Oberhausen-Sterkrade                     |
| Bahnhof mit S-Bahn-Halt | 27                                                             | Oberhausen Hbf                           | ICE, IC                                  |
| Bahnhof mit S-Bahn-Halt | 35                                                             | Duisburg Hbf                             | ICE, IC, EC, THA, FLX                    |
| Bahnhof mit S-Bahn-Halt | 52                                                             | Düsseldorf Flughafen                     | ICE, IC, THA                             |
| Bahnhof mit S-Bahn-Halt | 59                                                             | Düsseldorf Hbf                           | ICE, IC, EC, EST, FLX                    |
| Bahnhof mit S-Bahn-Halt | 69                                                             | Düsseldorf-Benrath                       | Düsseldorf-Benrath                       |
| Grenze |                                                                | Verkehrsverbundsgrenze VRR/VRS           | Verkehrsverbundsgrenze VRR/VRS           |
| Bahnhof mit S-Bahn-Halt | 86                                                             | Leverkusen Mitte                         | Leverkusen Mitte                         |
| Bahnhof mit S-Bahn-Halt | 94                                                             | Köln-Mülheim                             | Köln-Mülheim                             |
| Bahnhof mit S-Bahn-Halt | 98                                                             | Köln Messe/Deutz                         | ICE                                      |
| Bahnhof mit S-Bahn-Halt | 99                                                             | Köln Hbf                                 | ICE, IC, EC, EST, FLX                    |
| Bahnhof | 104                                                            | Köln Süd                                 | Köln Süd                                 |
| Bahnhof | 115                                                            | Brühl                                    | Brühl                                    |
| Bahnhof mit S-Bahn-Halt | 133                                                            | Bonn Hbf                                 | ICE, IC, EC                              |
| Haltepunkt / Haltestelle | 136                                                            | Bonn UN Campus                           | Bonn UN Campus                           |
| Bahnhof | 140                                                            | Bonn-Bad Godesberg                       | ICE, IC                                  |
| Grenze |                                                                | Landesgrenze NRW/RLP                     | Landesgrenze NRW/RLP                     |
| Bahnhof | 149                                                            | Oberwinter                               | Oberwinter                               |
| Bahnhof | 153                                                            | Remagen                                  | ICE, IC, EC                              |
| Bahnhof | 157                                                            | Sinzig (Rhein)                           | Sinzig (Rhein)                           |
| Bahnhof | 163                                                            | Bad Breisig                              | Bad Breisig                              |
| Bahnhof | 174                                                            | Andernach                                | ICE, IC, EC                              |
| Haltepunkt / Haltestelle | 191                                                            | Koblenz Stadtmitte                       | Koblenz Stadtmitte                       |
| Kopfbahnhof Streckenende | 192                                                            | Koblenz Hbf                              | ICE, IC, EC                              |

Der Rhein-Express (RE 5 (RRX)) ist eine dem Rhein-Ruhr-Express-Netz zugehörige stündlich verkehrende, bundeslandübergreifende Regional-Express-Linie in Nordrhein-Westfalen und Rheinland-Pfalz. Sie verbindet entlang des Rheins Wesel, Düsseldorf, Köln und Bonn mit Koblenz.
Die Linie wird im Auftrag vom Verkehrsverbund Rhein-Ruhr (VRR) und dem Zweckverband Nahverkehr Rheinland (NVR) für NRW sowie dem Zweckverband Schienenpersonennahverkehr Rheinland-Pfalz Nord (SPNV-Nord) von der National Express Rail GmbH betrieben.
Zur endgültigen Fertigstellung des RRX-Netzes soll die Linie nur noch den Streckenabschnitt zwischen Wesel und Düsseldorf bedienen. Die dann weggefallenen Halte südlich von Düsseldorf soll durch die Linien RRX 4 und RRX 6 bedient werden.
Im Gegenzug soll der derzeitige Endpunkt in Wesel, nach Bocholt und Emmerich verlegt werden laut Zielnetzplanung 2040.

## Geschichte

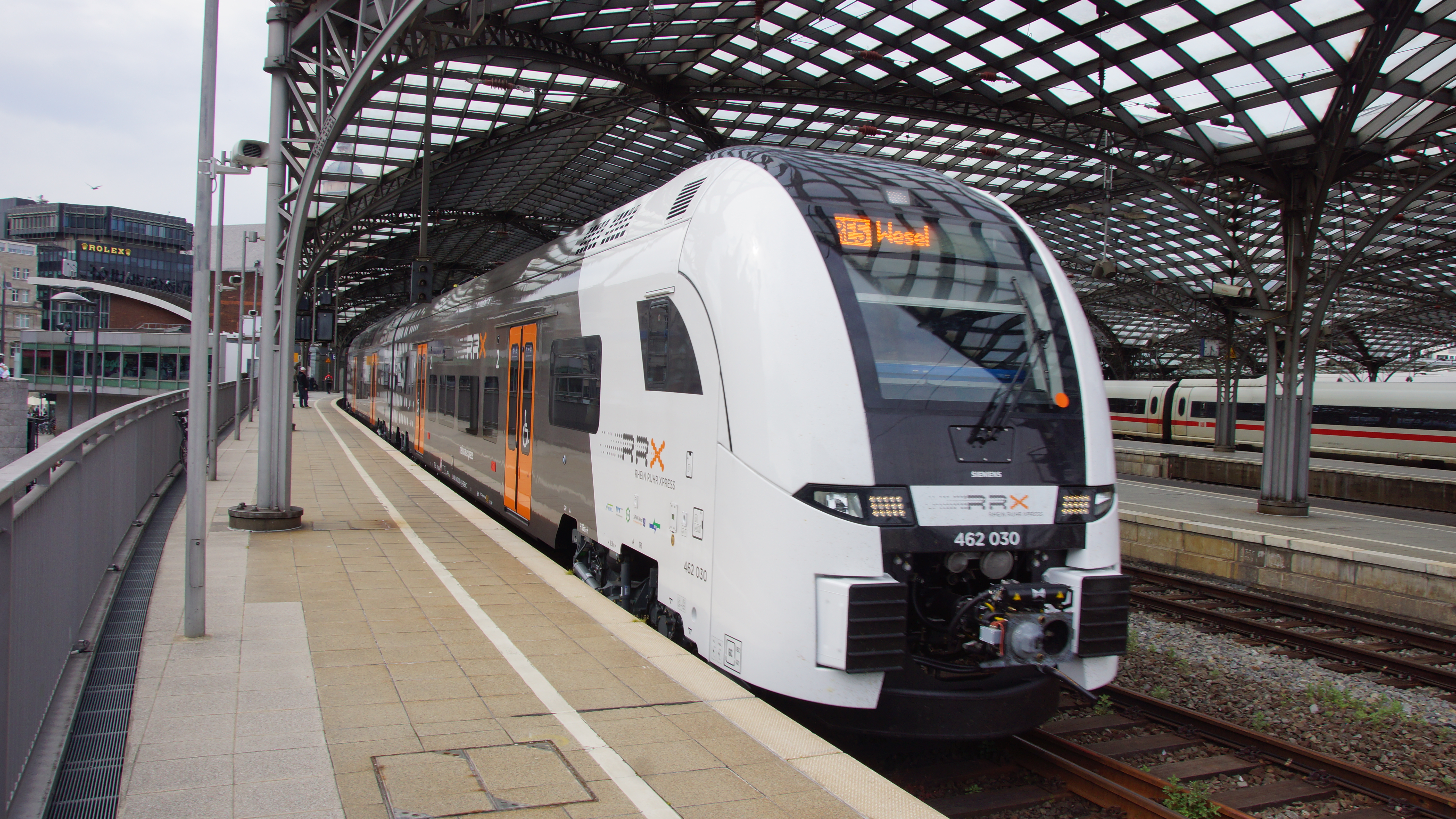
Rhein-Express (RE 5) in Köln Hauptbahnhof (2019)

Der Rhein-Express wurde 1998 mit Einführung des Integralen Taktfahrplans (NRW-Takt) durch Verknüpfung von zwei bislang in Köln endenden Zugläufen gebildet. Zunächst hielt der RE 5 an allen Unterwegsbahnhöfen und entsprach damit eher einer Regionalbahn.
Bei Einführung des ITF 2 im Dezember 2002 wurde der Zug mit dem Entfall etlicher Zwischenhalte und aller Überholungen durch den Fernverkehr sowie dem Heraufsetzen der planmäßigen Höchstgeschwindigkeit auf 160 km/h deutlich schneller. Allein zwischen Köln und Koblenz verkürzte sich die Fahrzeit um über 30 Minuten. Aufgrund der Beschleunigung und gleichzeitiger Taktausdünnung zwischen Emmerich und Wesel sank der Fahrzeugbedarf von neun auf sieben Umläufe.
Seit dem Fahrplanwechsel 2007 verkehrte der Rhein-Express zwischen Emmerich und Wesel wieder im Stundentakt, um die Taktreduzierung der ehemaligen Regionalbahn Der Weseler (RB 35) als Folge der Kürzung der Regionalisierungsmittel zu kompensieren. Um den Fernverkehr und die Wendezeit in Emmerich zu berücksichtigen, mussten einige schwach genutzte Halte zweistündlich jeweils entgegen der Lastrichtung entfallen.
Der problematische Streckenabschnitt zwischen Emmerich und Wesel wurde mit der Neuausschreibung des Rhein-IJssel-Expresses (RE 19) ab Dezember 2016 auf diesen übertragen, seitdem verkehrt die Linie nur noch von und bis Wesel. Seit dem kleinen Fahrplanwechsel im Sommer 2019 fährt die Linie wieder weiter bis nach Emmerich, jedoch nur einmal täglich zur Tagesrandzeit.
Die Linie wurde von 1998 bis Juni 2019 von der DB Regio NRW, Standort Köln-Deutzerfeld, betrieben. Seit Juni 2019 betreibt National Express die Linie RE 5 (RRX).

## Zuglauf
Im Linienverlauf nutzt der Rhein-Express vier verschiedene Eisenbahnstrecken mit acht verschiedenen Streckennummern:
- die Bahnstrecke Oberhausen–Arnhem zwischen Wesel (ehemals Emmerich) und Oberhausen (gemeinsam mit allen Zügen des Regional-, Fern- und Güterverkehrs),
- die Bahnstrecke Duisburg–Dortmund zwischen Oberhausen und Duisburg (Gesamtverkehr ohne Zwischenhalt),
- die Bahnstrecke Köln–Duisburg durchgehend (Fernverkehrsgleise, siehe Anmerkung unten) sowie
- die Linke Rheinstrecke zwischen Köln und Koblenz (gemeinsam mit allen Zügen des Regional- und Fernverkehrs).

Auf dem vier- bis sechsgleisigen Abschnitt zwischen Duisburg und Düsseldorf benutzt der Rhein-Express durchgehend die Fernverkehrsgleise, ebenso wie der NRW-Express (RE 1) und der Rhein-IJssel-Express (RE 19). Dagegen befahren der Rhein-Haard-Express (RE 2), der Rhein-Emscher-Express (RE 3), der Rhein-Weser-Express (RE 6) und der Rhein-Hellweg-Express (RE 11) abschnittsweise die Gleise der S-Bahn oder – soweit vorhanden – die so genannten Ortsgleise.

## Fahrzeugeinsatz

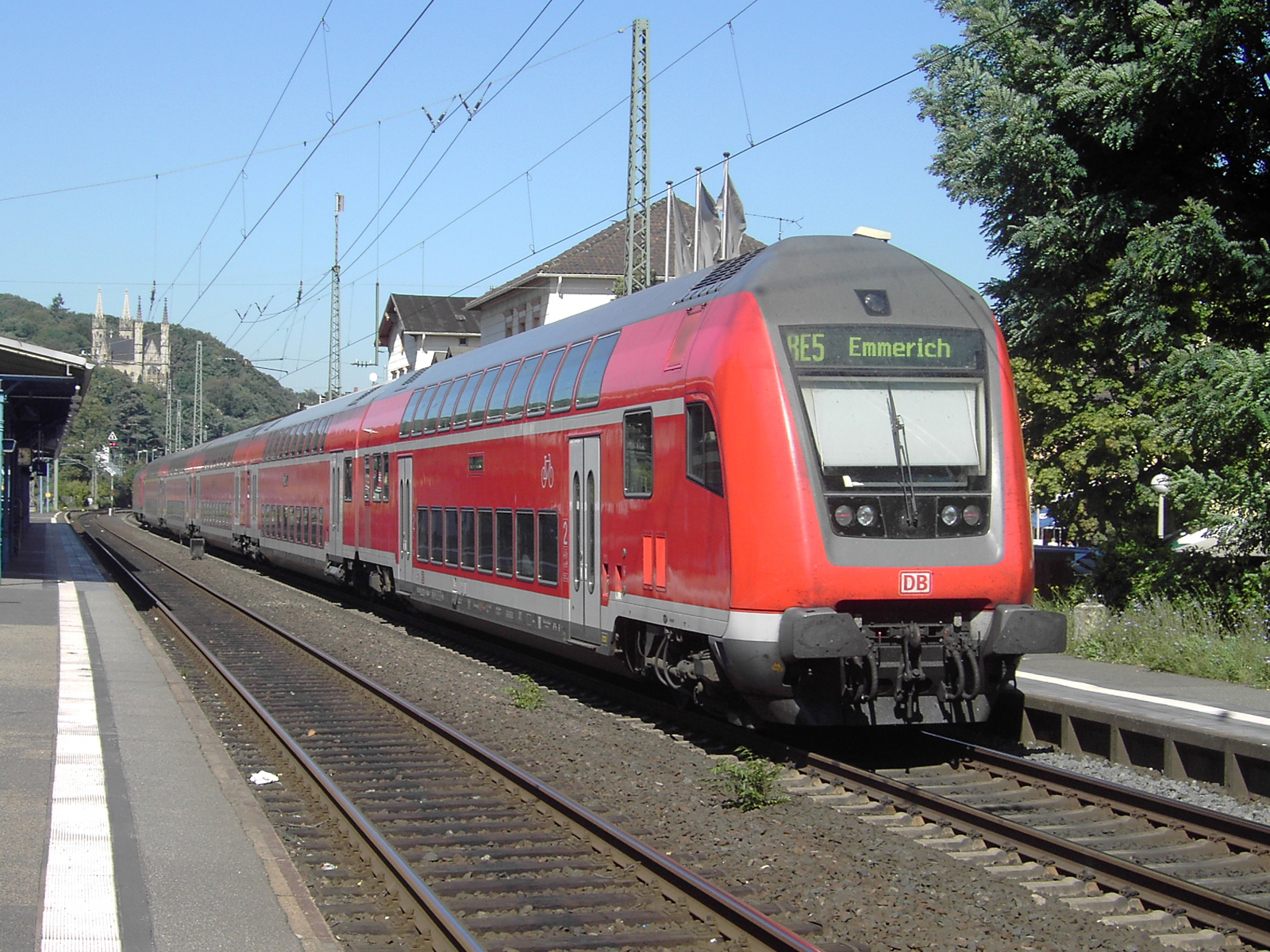
Rhein-Express (RE 5) in Remagen (2005)

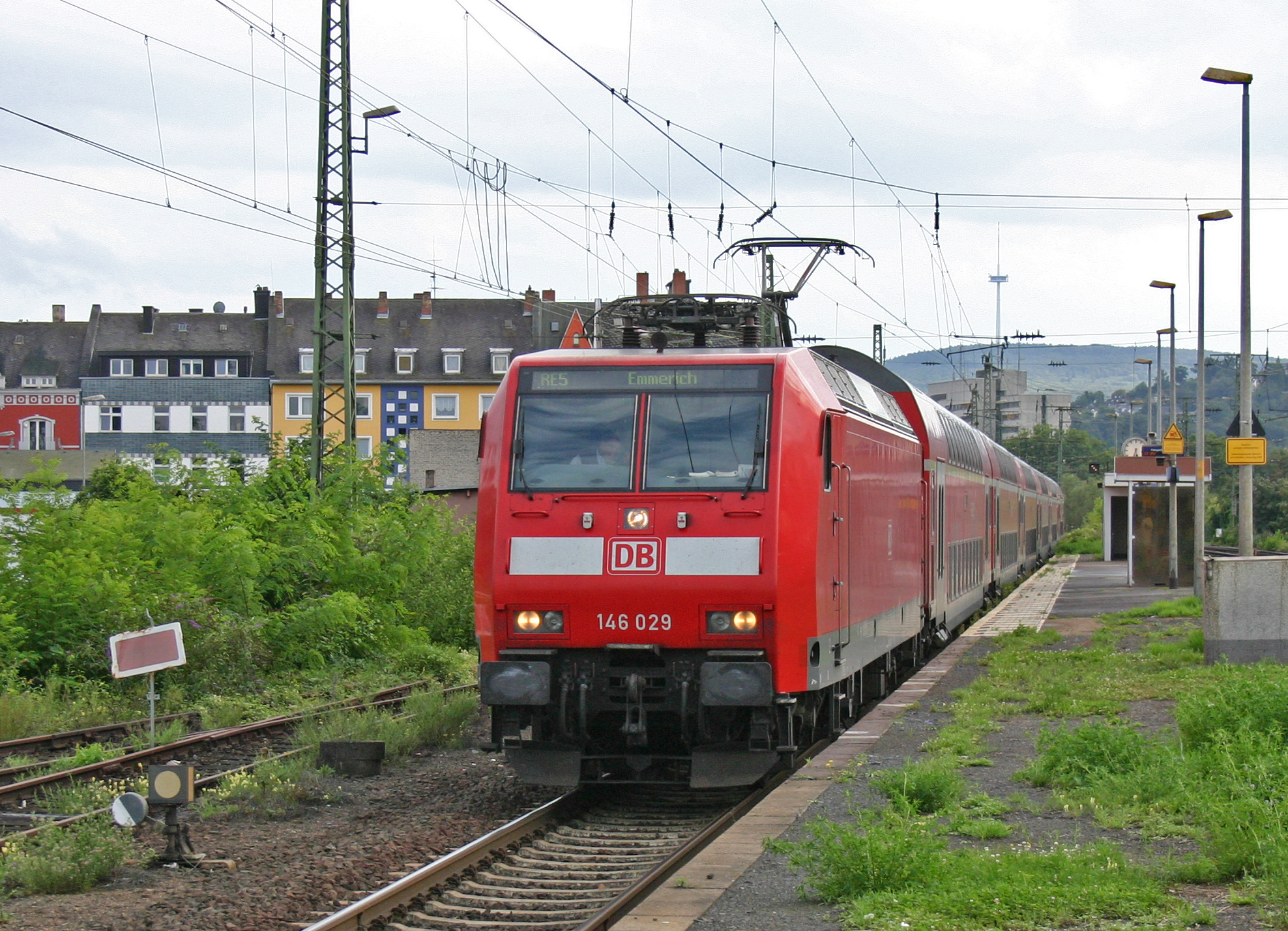
Rhein-Express bei der Durchfahrt durch Koblenz-Lützel

Ursprünglich wurde der Rhein-Express mit Lokomotiven der Baureihe 110 und sechs modernisierten n-Wagen ohne Steuerwagen gefahren. Im Laufe des Jahres 2002 wurde auf Wendezüge aus neu ausgelieferten Loks der Baureihe 146 und fünf Doppelstockwagen umgestellt. Wegen eines Flutschadens aufgrund des Elbehochwassers beim Hersteller der Sitze verzögerte sich die Auslieferung der Doppelstockwagen, so dass noch bis in den Sommer 2003 zwei Garnituren an n-Wagen eingesetzt wurden.
Zwischen August und November 2011 wurde die Kapazität um einen weiteren Wagen erhöht, wobei nun ein Wagen vollständig der ersten Klasse angehörte. Im Fahrplanjahr 2018 wurden in der Regel zwei gemischtklassige Wagen eingesetzt, das Oberdeck war dabei der ersten Klasse vorbehalten, die Sitze der zweiten Klasse befanden sich im Unterdeck und an einem der beiden Wagenenden, am anderen Wagenende befand sich die Toilette.
Die Erste-Klasse-Wagen folgten in der Regel direkt hinter der Lokomotive, die in Fahrtrichtung Wesel vorausfuhr. Der Steuerwagen mit dem Mehrzweckabteil fuhr in Fahrtrichtung Koblenz voraus.

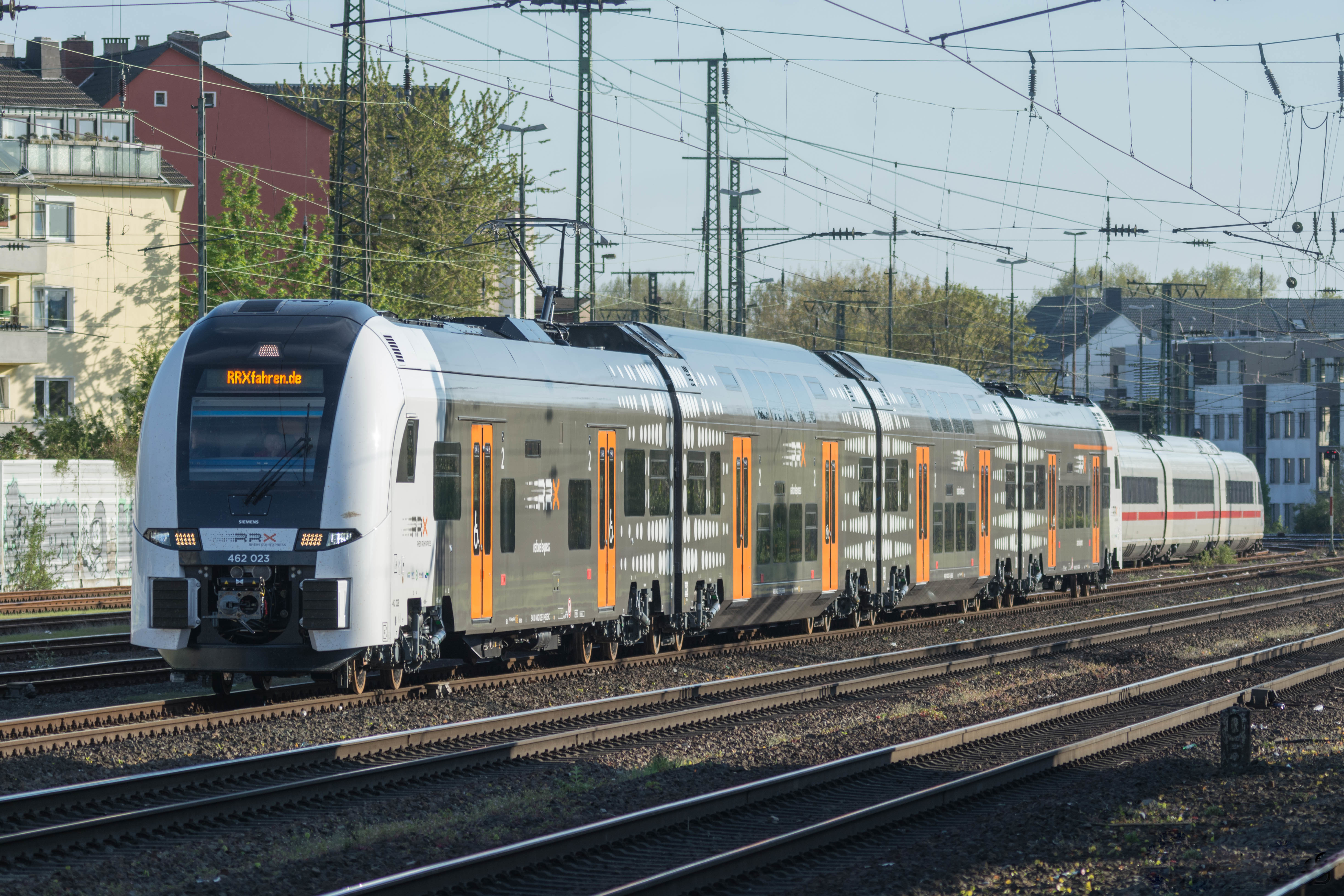
RRX in Köln West.

Seit der Übernahme durch National Express werden zwei vierteilige Triebwagen des Typs Desiro HC von Siemens in Doppeltraktion eingesetzt. Zunächst konnten einzelne Halte aufgrund noch zu niedriger Bahnsteige für diese Fahrzeuge nicht angefahren werden. Nach wie vor müssen aufgrund von zu kurzen Bahnsteigen an einigen Stationen die drei letzten Ausgangstüren des Zuges geschlossen bleiben.

## Ausschreibung
An der Bestellung des Rhein-Expresses sind vier Zweckverbände beteiligt: der Nahverkehrs-Zweckverband Niederrhein, der Zweckverband Verkehrsverbund Rhein-Ruhr und der Zweckverband Verkehrsverbund Rhein-Sieg in Nordrhein-Westfalen sowie der Zweckverband Schienenpersonennahverkehr Rheinland-Pfalz Nord (SPNV-Nord) in Rheinland-Pfalz.
Der RE 5 wurde am 31. Januar 2014 im Rahmen der Vergabe des Rhein-Ruhr-Express für den Zeitraum Dezember 2019 bis Dezember 2033 als RRX-Linie ausgeschrieben. Die Ausschreibung des entsprechenden Loses hat National Express gewonnen. Das Unternehmen hat den Betrieb mit Fahrzeugen vom Typ Desiro HC im Juni 2019 aufgenommen, deren Bereitstellung und Wartung separat an Siemens vergeben wurde.
Die den Rhein-Express verstärkende Regionalbahnlinie RB 35, welche bis Dezember 2016 überwiegend nur zwischen Wesel und Duisburg verkehrte, bediente den Abschnitt zwischen Emmerich und Düsseldorf und wurde im April 2017 grenzüberschreitend bis Arnhem (Niederlande) verlängert. Ihrer internationalen Bedeutung entsprechend wurde die RB 35 in Rhein-IJssel-Express (RE 19) umbenannt. Die Liniennummer „RB 35“ wurde dann an den nördlichen Abschnitt der Rhein-Niers-Bahn (RB 33) abgegeben, welche zunächst zwischen Mönchengladbach und Wesel verkehrte und seit 2019 ab Oberhausen nach Gelsenkirchen verkehrt. Der Abschnitt zwischen Oberhausen und Wesel wurde zu diesem Zeitpunkt vom Wupper-Lippe-Express (RE 49) übernommen.

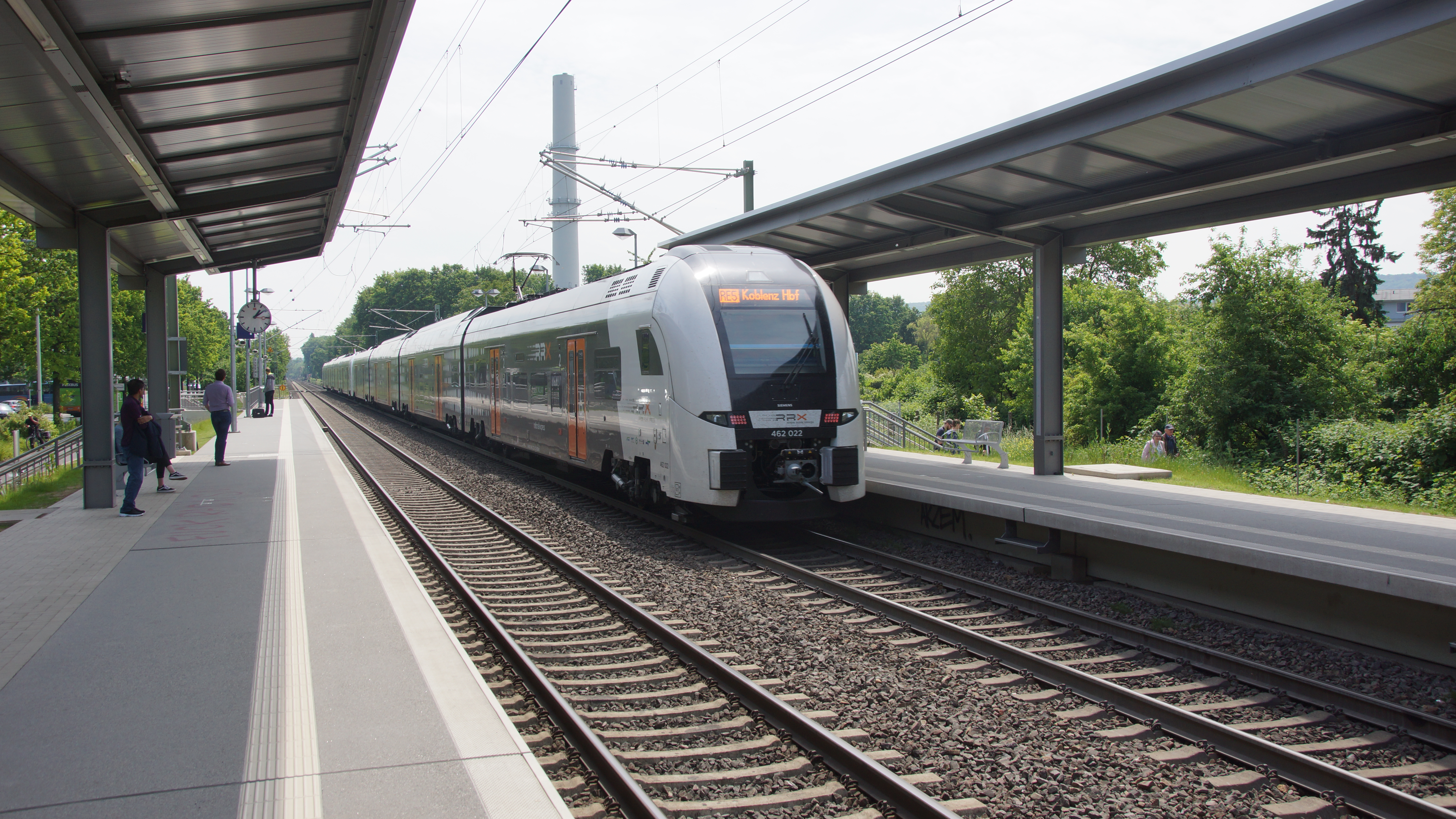
RRX-Fahrzeug in Bonn UN Campus

Im Rahmen dieser so genannten „RRX-Interimsvergabe“ wurden die Leistungen vom Dezember 2016 bis zur Inbetriebnahme der RRX-Fahrzeuge im Juni 2019 durch DB Regio erbracht. Seit Anfang Mai 2019 wurden einzelne Fahrten im Testbetrieb von National Express mit RRX-Fahrzeugen übernommen.

## Verspätungswerte
Der RE 5 (RRX) ist die Regional-Express-Linie mit der höchsten durchschnittlichen Verspätung im Gebiet des Zweckverbandes Nahverkehr Rheinland als auch des Zweckverbandes Schienenpersonennahverkehr Rheinland-Pfalz Nord. Die durchschnittliche Verspätung der Züge des Rhein-Expresses lag im Jahr 2018 bei 5,3 Minuten pro Fahrt. Trotz des Betreiberwechsels und dem Einsatz von neuen, deutlich spurtstärkeren Fahrzeugen hat sich die Pünktlichkeitsquote nicht verbessern können. Die Pünktlichkeitsquote schwankt derzeit zwischen rund 40 bis 65 Prozent.
Dies liegt hauptsächlich daran, dass der Rhein-Express auf den stark befahrenen und teilweise als überlastet erklärten Bahnstrecken Wesel–Duisburg, Duisburg–Köln und Köln–Koblenz häufig verspäteten Zügen des Fernverkehrs Vorrang geben muss. Die Linie ist besonders dadurch äußerst verspätungsanfällig.
Dies führt auch dazu, dass die Linie immer wieder aufgrund von sehr hohen Verspätungen vorzeitig einen Richtungswechsel vornehmen muss, um die Verzögerungen nicht auf die nächste Fahrt zu übertragen. Dies erfolgt aufgrund der zu kurzen Wendezeit in Wesel häufig in Oberhausen. Teilweise werden sogar Wendehalte angefahren, die nicht im Fahrplan vorkommen – zum Beispiel der Bahnhof in Brohl oder Weißenthurm.

## Tarife
Entlang des Streckenverlaufs des Rhein-Express gelten die Tarife folgender Verkehrsverbünde:
- Wesel – Düsseldorf-Benrath: Verkehrsverbund Rhein-Ruhr (VRR)
- Leverkusen Mitte – Bonn-Bad Godesberg: Verkehrsverbund Rhein-Sieg (VRS)
- Bonn-Bad Godesberg – Bad Breisig: im Übergangsverkehr bis Bad Breisig gilt der VRS-Tarif
- Remagen – Koblenz: Verkehrsverbund Rhein-Mosel (VRM)

Für verbundüberschreitende Fahrten zwischen Wesel und Bonn-Bad Godesberg gilt der NRW-Tarif, seit dem 1. Januar 2015 zählt das Verbundgebiet des VRR ebenfalls zum erweiterten VRS-Netz. Im Landkreis Ahrweiler, in welchem der Streckenabschnitt Rolandseck–Brohl liegt, sind der VRS-Tarif und der NRW-Tarif als Übergangstarif gültig.
Bei verbundüberschreitenden Fahrten über die Landesgrenze Nordrhein-Westfalen / Rheinland-Pfalz hinaus gilt der Deutschlandtarif.
Das Nordrhein-Westfalen-Ticket sowie das Schöne-Fahrt-NRW-Ticket gelten auf dem Abschnitt Wesel–Brohl, das Rheinland-Pfalz-Ticket und das Rheinland-Pfalz-Ticket+Luxemburg auf dem Abschnitt Koblenz–Bonn. Das Quer-durchs-Land-Ticket gilt auf dem gesamten Fahrtweg des Rhein-Expresses.